# Pseudo-Cal·lístenes
Pseudo-Cal·lístenes és el nom que es rep l'autor de la versió original del romanç d'Alexandre, una pseudobiografia d'Alexandre el Gran plena d'històries fantàstiques i elements presos de la novel·la grega que fou tradicionalment atribuïda a Cal·lístenes, l'historiador que acompanyà Alexandre en les seves campanyes i que escrigué, entre d'altres, una obra on descrivia les seves campanyes. L'atribució a Cal·lístenes és fantàstica, car totes les obres de l'historiador romanen perdudes, per bé que al seu torn són la font d'altres obres que sí que s'han conservat. Pel que fa a la cronologia, cal situal el Pseudo-Cal·lístenes entorn del segle iii.
L'obra ha patit nombrosíssimes versions: a més de l'original en grec, nombroses versions del mateix text grec amb afegitons i canvis i, principalment, traduccions a múltiples idiomes sobre els diversos originals grecs al llarg de tota tardoantiguitat i l'edat mitjana. La traducció al llatí més coneguda és la de Juli Valeri Polemi, tal vegada contemporani del Pseudo-Cal·lístenes, els manuscrits de la qual atribueixen sovint l'original a un autor de nom Esop, perquè el text conté elements propis de la faula d'Isop, el qual òbviament no pot ser l'autor del romanç perquè és diversos segles anterior al naixement del mateix Alexandre.